# Dudkowice
Dudkowice – część wsi Bączal Górny w Polsce, położona w województwie podkarpackim, w powiecie jasielskim, w gminie Skołyszyn.
Jest jedną z kilku jednostek pomocniczych wsi sołeckiej Bączal Górny. 3 km na północ od drogi krajowej nr 28 Gorlice – Biecz – Jasło.
Zwyczajowo uznaje się, że obejmuje również południowo-wschodnią część wsi Lisów i północno-zachodnią Skołyszyna.
Według szacunków przysiółek ma powierzchnię 1,30 km², a liczba mieszkańców (stan na 31 grudnia 2014) wynosiła 120.
Głównym ciekiem wodnym przepływających przez tę jednostkę jest potok Młynówka, zwana Cegielnianką.

## Historia
Przysiółek został założony w XIV lub XV wieku na terenach, które porastały lasy pierwotne i wykarczowanych przez przybyłych osadników. Przez wieki należał do miejscowości Bączal Górny, w granicach parafii Bączal Dolny, w XX wieku nieznacznie podzielony, przy czym większa część podlega pod jednostkę administracyjną Bączal Górny, pozostała do wioski Lisów. W grudniu 1914 roku i w maju 1915 miejsce zaciętych walk frontu bitwy pod Gorlicami. Podczas okupacji niemieckiej i w początkowych latach PRL na terenie przysiółka działał pluton pod dowództwem Karola Żabińskiego „Rysia”. Obszar nieznacznie zniszczony podczas bitew II wojny światowej. W 1986 roku oddano do użytku rurociąg gazowy i nastąpiła ogólna gazyfikacja przysiółka. Od 1999 roku jednostka została stelefonizowana. W 2009 miał miejsce gruntowny remont drogi powiatowej przebiegającej przez przysiółek, ułatwiającej komunikację mieszkańców Bączala z siedzibą gminy w Skołyszynie, a zarazem zapewniającej alternatywny i atrakcyjny krajobrazowo dostęp z miastem Jasłem.

## Ważniejsze miejsca i zabytki

### Tereny zielone
- Łąki nad Młynówką – obszar chroniony Natura 2000,
- wiekowe, pomnikowe okazy drzew, m.in.: klon pospolity (250cm w pierśnicy – ścięty 15 lutego 2019), grusza pospolita (220 w pierśnicy), wierzba krucha (pierśnica: 230 cm) czy jesion wyniosły (245 w pierśnicy – ścięty 15 lutego 2019),
- stanowisko lęgowe wilgi oraz czajki zwyczajnej (Vanellus vanellus) – co najmniej dwie pary lęgowe
- góra Babis (348 m n.p.m.) – przy granicy obrębu,
- grupa trzech sztucznych stawów, na obrzeżach torfowiska wysokie,

### Obiekty historyczne i zabytkowe
- drewniane zabudowania mieszkalne i gospodarcze z końca XIX i początku XX wieku,
- kapliczka Najświętszej Maryi Panny, z XIX wieku,
- przydrożne krzyże z lat II wojny światowej i okresu powojennego,
- pozostałości zabudowań po-cegielnianych z XX wieku,
- Nowy Cmentarz, bezpośrednio przy granicy z Dudkowicami,

## Szlaki turystyczne
Znakowane szlaki turystyczne przechodzące przez Dudkowice:
- szlak konny „Karpackie Podkowy”
- trasa projektu ATLAS – (z kościoła parafialnego w Bączalu Dolnym w stronę cmentarza wojennego nr 27)

## Infrastruktura drogowa
Przez obszar leżący w obrębie przysiółka przebiegają:
- droga powiatowa: Nr 1832R (relacji Bączal – Skołyszyn, do drogi krajowej nr 28)
- drogi gminne bitumiczne: (Dudkowice, Wymiarki, Jesionka)
- drogi gminne gruntowe: (część drogi cmentarnej, pozostałe dojazdowe)

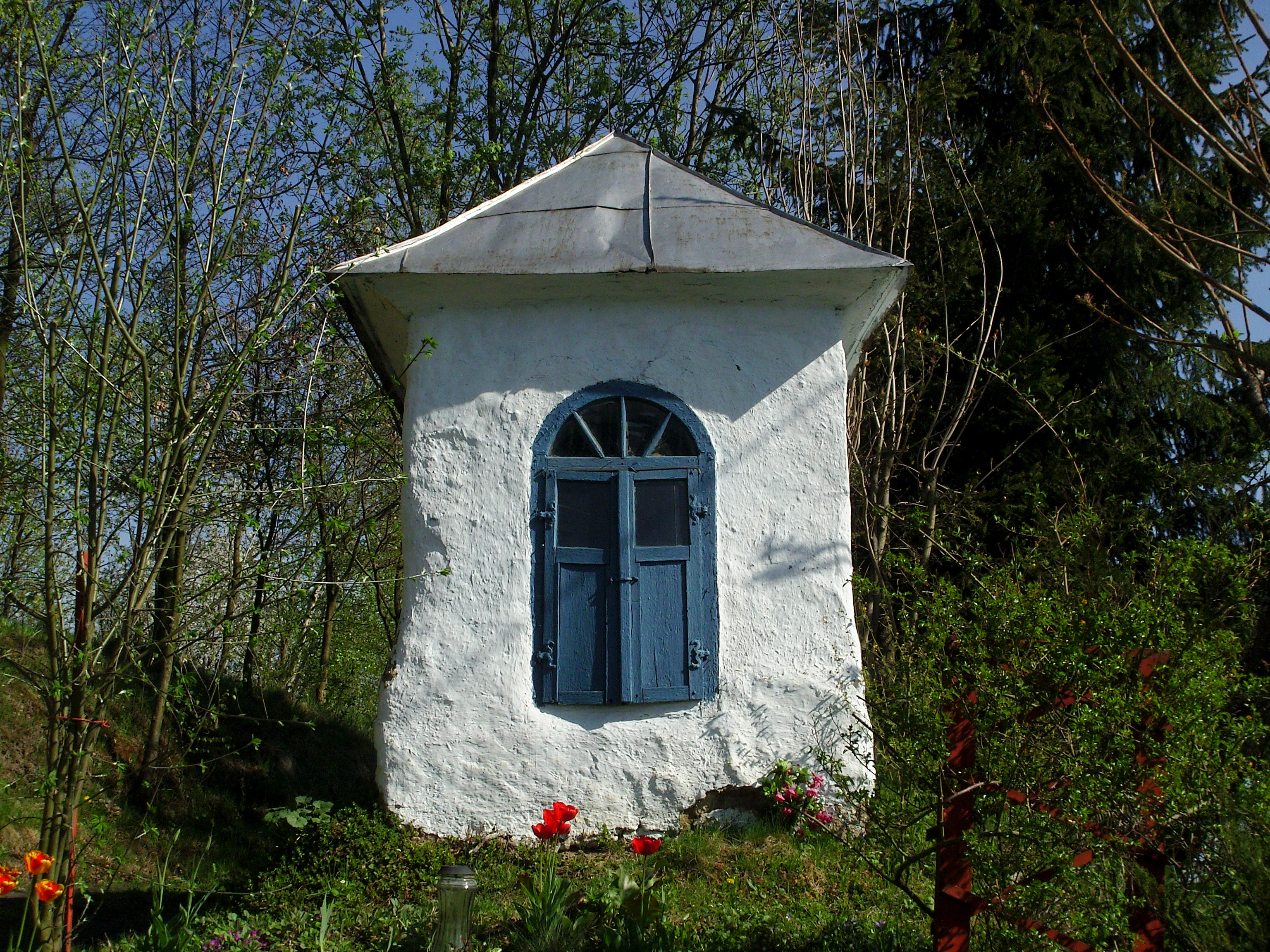
Zabytkowa kapliczka maryjna
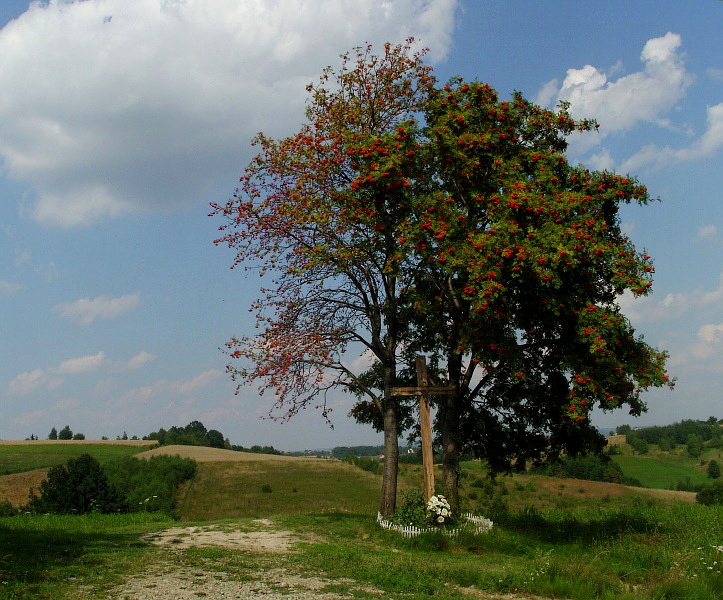
Krzyż z okresu II wojny światowej
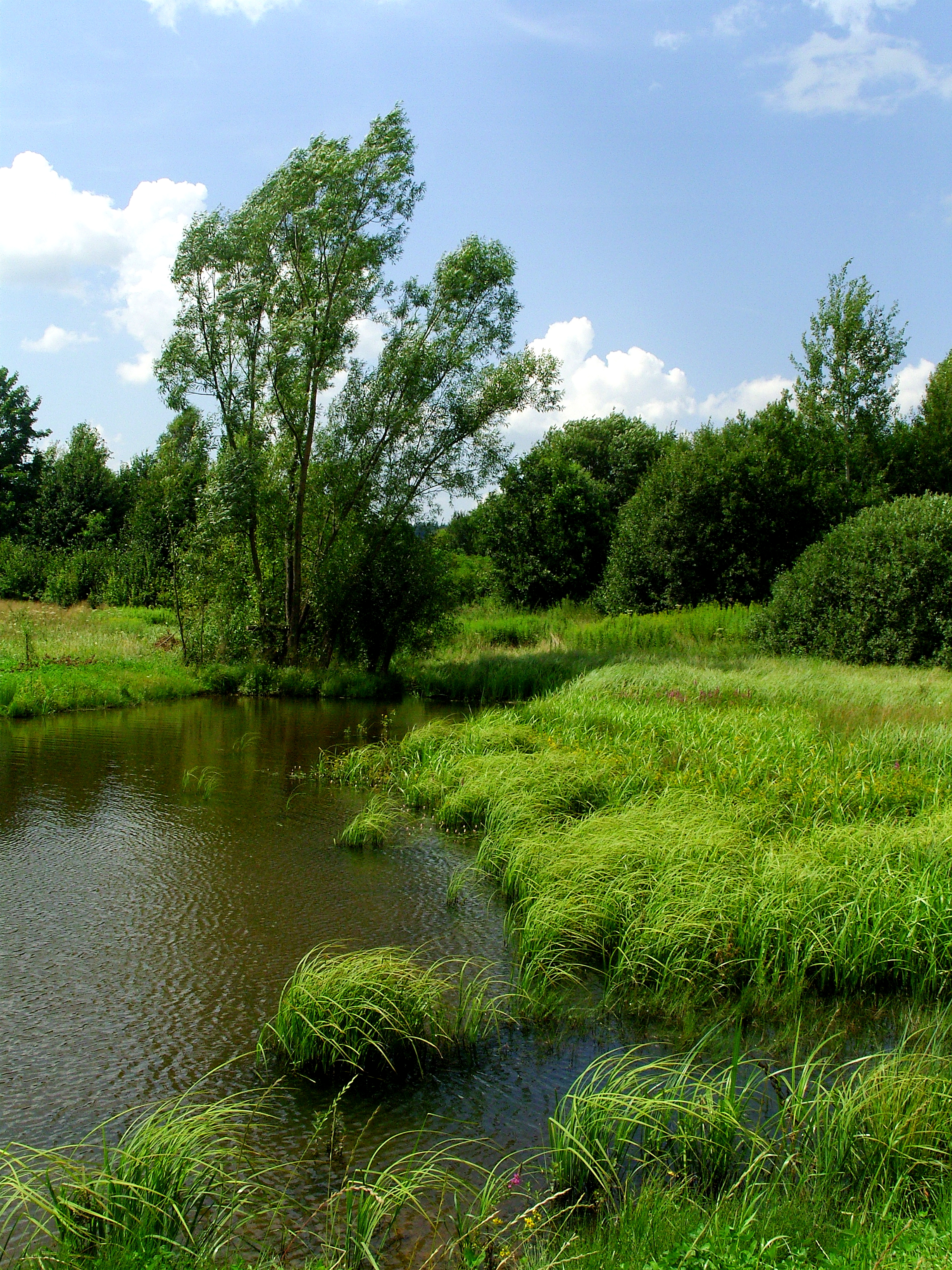
Stawy i torfowiska wysokie
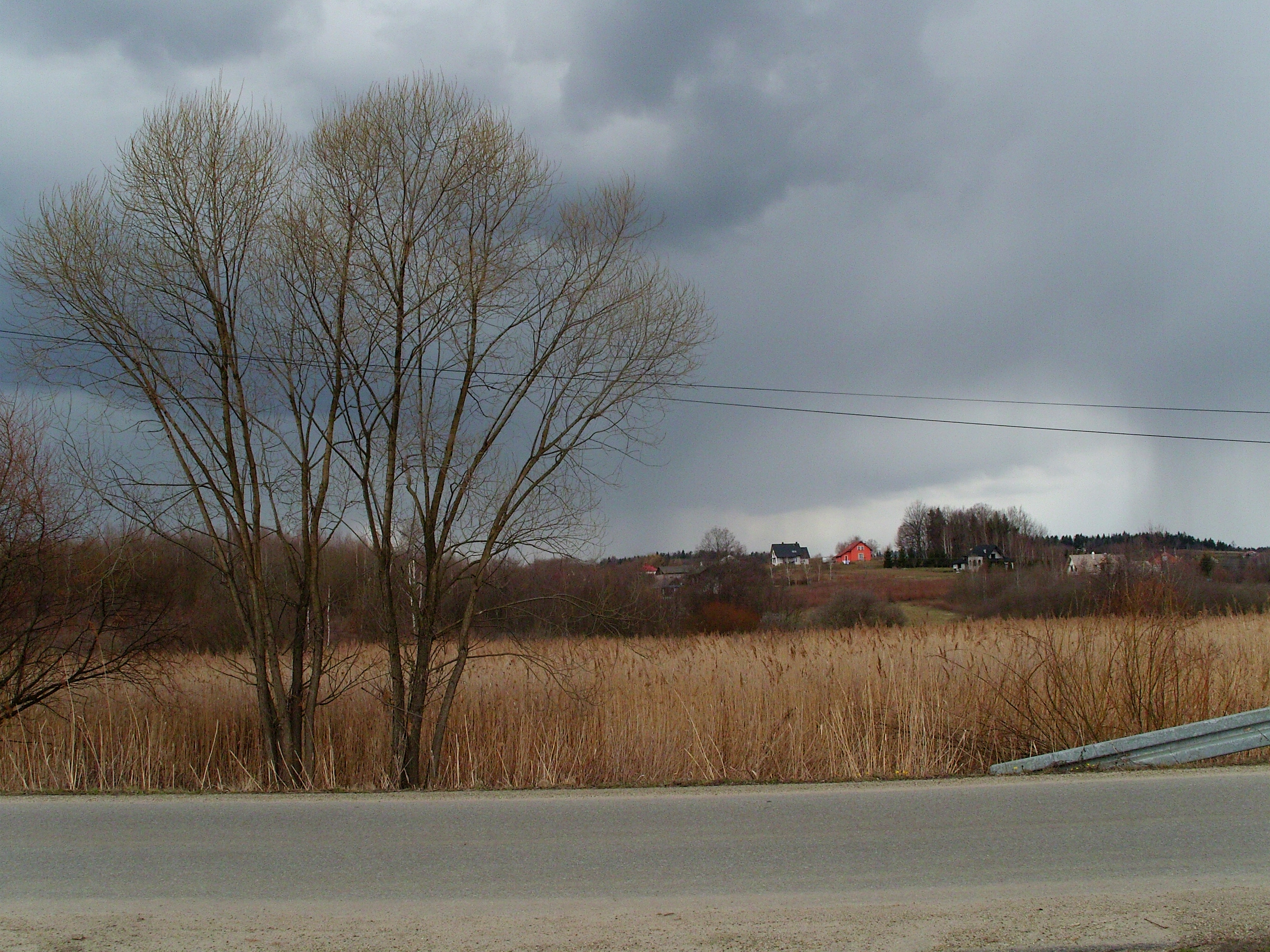
Dudkowice – okolice cegielni, przy drodze powiatowej nr 1832